# برای همیشه (ترانه بیبی‌مانستر)
«برای همیشه» (انگلیسی: Forever) ترانه‌ای از گروه دخترانه اهل کره جنوبی، بیبی‌مانستر است. این ترانه در ۱ ژوئیه ۲۰۲۴ به عنوان یک تک‌آهنگ پری-ریلیز برای نخستین آلبوم استودیویی گروه به نام قطره (۲۰۲۴) منتشر شد.

## پیش‌زمینه و انتشار
در ۲۴ ژوئیه ۲۰۲۴، بنیان‌گذار وای‌جی انترتینمنت، یانگ هیون سوک اعلام کرد که برنامه‌هایی برای انتشار نخستین مینی آلبوم و به دنبال آن انتشار یک فول آلبوم در پاییز همان سال وجود دارد. به دنبال آن گزارش، یانگ در ۱۹ مه ۲۰۲۴ از برنامه‌های انتشار یک تک‌آهنگ پری-ریلیز در اوایل ژوئیه برای آلبوم استودیویی آیندهٔ گروه خبر داد.
در ۱۷ ژوئن ۲۰۲۴، تیزری برای تک‌آهنگ جدید بیبی‌مانستر در صفحه‌های فضای مجازی گروه با عنوان آراس‌پی‌وی همراه با تاریخ ۱ ژوئیه ۲۰۲۴ منتشر شد. نام این تک‌آهنگ، «برای همیشه»، یک روز بعد اعلام شد. پوسترهای مجزای گروه در ۲۴ ژوئن، و به دنبال آن یک تیزر برای موزیک ویدئوی این تک‌آهنگ در ردز بعد منتشر شد. این تک‌آهنگ در ۱ ژوئیه همراه با موزیک ویدیوی خود منتشر شد.

## اعتبارات و پرسنل
اعتبارات برگرفته از ملون است.
- بیبی‌مانستر – آواز
- Blvsh – متن ترانه
- سونی – متن ترانه، آهنگسازی، تنظیم، آواز پس‌زمینه
- چویس۳۷ – متن ترانه، آهنگسازی، تنظیم، کیبورد، آواز پس‌زمینه
- لیل جی – متن ترانه، آهنگسازی، آواز پس‌زمینه
- ال‌پی – متن ترانه، آهنگسازی، تنظیم، کیبورد، آواز پس‌زمینه
- ماستا وو – متن ترانه
- وای‌جی – تنظیم

## جدول‌های موسیقی
| جدول (۲۰۲۴)                                        | بالاترین جایگاه |
| -------------------------------------------------- | --------------- |
| گلوبال (بیلبورد)                                   | ۱۴۱             |
| هنگ کنگ (بیلبورد)                                  | ۱۶              |
| اندونزی (بیلبورد)                                  | ۲۰              |
| ژاپن (ژاپن هات ۱۰۰)                                | ۹۲              |
| ژاپن هیت‌سیکرز (بیلبورد ژاپن)                       | ۵               |
| مالزی (بیلبورد)                                    | ۷               |
| سنگاپور (آرآی‌ای‌اس)                                 | ۱۲              |
| کره جنوبی (سرکل)                                   | ۱۰۶             |
| تایوان (بیلبورد)                                   | ۶               |
| فروش ترانه‌های دیجیتال جهانی ایالات متحده (بیلبورد) | ۷               |

## تاریخچه انتشار
| منطقه | تاریخ        | فرمت                  | ناشر  |
| ----- | ------------ | --------------------- | ----- |
| مختلف | ۱ ژوئیه ۲۰۲۴ | دانلود دیجیتال استریم | وای‌جی |